# کوکومیس
کوکومیس یک وبگاه ترجمه مشارکتی است که در آن مترجمین، دانش زبانشناختی خود را به اشتراک می گذارند و خدماتی را به صورت برخط مبادله می‌کنند. یک خصیصه غیرمعمول کوکومیس این است که تمامی ترجمه‌ها مورد ارزیابی قرار می‌گیرد و ممکن است توسط دیگر مترجمین کوکومیسی ویرایش شود. این امر موجب می‌شود کیفیت ترجمه‌ها بالا رفته و در اغلب موارد متن ترجمه شده هم از دیدگاه معنی به متن اصلی وفادار است و هم خصوصیات زبان مقصد را حفظ می‌کند.

## اعضا
اعضای کوکومیس از کشورهای مختلف می‌باشند؛ دو بخش بزرگ از اعضا از کشورهای ترکیه و برزیل می‌باشند. این دو کشور در کنار هم یک سوم اعضا را تشکیل می دهد.

## مراجع
1. ↑  آمار اعضا

## پیوند
وبگاه کوکومیس